# يان سوكول
يان سوكول (13 سبتمبر 1985 ببرديوف في سلوفاكيا - ) هو لاعب كرة قدم سلوفاكي في مركز الهجوم. لعب مع FK Spartak Dubnica nad Váhom ‏ وFC Hlučín ‏ وبارتيزان برديوف ‏ وŠK Senec ‏.